# Língua tojolabal
Tojolabal é uma língua Maia falada em Chiapas, México. Está relacionado à língua chuj falada na Guatemala. Tojolabal é falado especialmente nos departamentos da Colonia Chiapanecana de Las Margaritas por cerca de 20 mil pessoas do povo tojolabal.
O nome Tojolabal deriva da expressão [tohol aˈbal], que significa "língua correta".  Documentos do século XIX às vezes referidos como "quatro línguas", possivelmente uma referência às quatro línguas maias -  Tsotsil, Tzeltal , Tojolabal e  Chuj - faladas nas terras altas de Chiapas e nas terras baixas próximas ao longo da fronteira com a Guatemala.
O antropólogo Carlos Lenkersdorf reivindicou várias características lingüísticas e culturais do Tojolabal, sujeito / objeto, ativo / passivo. Isto ele interpretou como evidência a favor da controversa hipótese Sapir-Worf da relatividade linguística.
Um programa no idioma tojolabal é realizado pela estação de rádio da “Comissão Nacional de Desenvolvimento de Povos Indígenas” CDI] XEVFS, transmitida de Las Margaritas.

## Escrita
A língua Tojolabal usa uma forma do alfabeto latino ensinada por missionários. Essa forma não apresenta as letras F, Q, V, Z.
Usam-se as formas B’, Ch, Ch’, K’, T’, Ts. Ts’.

## Amostra de textos
Spetsanal ja swinkil ja lu'um k'inali junxta wax jul schonjel, sok ja sijpanub'ali, ja yuj ojni b'ob' sk'u'luk ja jas sk'ana-i ja b'as lekilali, ja yuj ja ay sk'ujoli sok ay spensari t'ilan oj yilsb'aje lek sok ja smoj jumasa.
Português
Todos os seres humanos são livres e iguais em dignidade e direitos. Eles são dotados de razão e consciência e devem agir uns em relação aos outros em espírito de fraternidade. (Artigo 1 da Declaração Universal dos Direitos Humanos)
Outro:
Laj sok ay to jun tajboeo sok joo lajuneo mil, ma chab winikeo mil kristyano wa xkoumaniye Tojol- aboal, jun koumal maya wa xtax boa slujmal Chiyapas, Mejiko, mojan boa stsoajkanil slujmal Watemala. Jitsan to ja mao wa xkoumani ja koumal itio pe takal takal wan choayel. Jitsan koumanum wa xwajye boa niwakil chonabo jasta Mejiko, ma Estados Sunidos. Ay ni wa xwajye yuj wa skoanaweo, ma yu ja wokolanel meoyuk ja takoinio. Jitsan kristyano wa xchoaya skoujul ja skoumalio. Ja pensar iti oj koe tulxuk, boa oj kujlajuk jun Snajtsil Snoljel sok Spuktesjel Aotel boa Tojol-aboal, ja yuj wan chapxel chabo oxe nebouman ja boa koumal itio boa oj naoxuk snoljel sok spuktesjel ja aotel jumasao. Koumanum boa tuktukil koumal sok maotik wa xkoumani Tojol-aboal lajan oj koulaxuk ja aotelio, boa oj chapxuk ja aotel jumasa oj koulaxuki boa oj koaboti sboejlal. Snebojelyi ja jeouman mao wan xa snaoa, jastal jmojtik boa tseltal, tsotsil, oj sjeoe ja jastal wa snaoawe snoljel sok spuktesjel koumal jumasao sok yaoteltajel boa jun spensarajel jastal oj tojbouk ja koumalio.